# 大滝山 (飛騨山脈)
大滝山（おおたきやま）は、飛騨山脈（北アルプス）南部に位置し、長野県松本市と安曇野市にまたがる標高2,616 mの山。最高点は北峰。三等三角点（点名が「大滝」、標高2,614.63 m）が南峰に設置されている。別名が、大嶽（おおだけ、信府統記による）、崩岳（くずれだけ、安曇郡誌による）、手水嶽（ちょうずだけ、播隆絵図による）。

## 概要
古くは修験道の対象の山であり、東山麓の安曇野から見た山容がお椀を伏せたように均斉がとれた広い山頂部を持つことから「大嶽」と呼ばれていた。梓川の支流島々谷川の上流部の大滝沢の源頭部の山であることが、山名の由来であるとみられている。常念山脈の稜線を南下すると、常念岳、蝶ヶ岳の南にある。山体すべてが長野県に属する。山体は秩父古生層の黒色粘板岩が主体で、硬砂岩とチャートを含み、山頂部から北にかけては硬砂岩が多い。山域の西側は中部山岳国立公園の特別保護地区、上部の山域はその特別地域の指定を受けている。山頂部は森林限界をわずかに越え、ハイマツに覆われていて 二重稜線の地形が見られ、大滝山荘付近ではオオシラビソ、コメツガ、トウヒなどが分布し、その林床にはカニコウモリ、イワカガミ、ヒメタケシマランなどが分布する。山頂近くの稜線上の登山道付近には小さな池塘 と高山植物などの群落（コバイケイソウ、ミヤマキンポウゲ、ハクサンフウロ、シナノキンバイなど）があり、盛夏にはミヤマモンキチョウ、ベニヒカゲ、コヒオドシなどの高山蝶が見られる。2015年には、常念岳山脈の燕岳から大滝山にかけての山域で絶滅が危惧されているライチョウ生息実態緊急調査が実施された。長野県松本市の大滝山の一帯は日本郵便により交通困難地に指定されているため、地外から当地へ郵便物を送付することは出来ない。

## 登山
1828年（文政11年旧暦7月20日）に、播隆が山麓の案内人の中田又重郎と槍ヶ岳登頂の際にこの山に登頂していて、これが登山記録上の初登頂である。山頂からは、蝶ヶ岳の長塀尾根越しに槍ヶ岳と穂高連峰が望める。

### 登山ルート
主な登山ルートを以下に示す。最も古いルートはかつて飛騨新道として利用されていた鍋冠山からのルート。常念山脈主稜線上の大滝山から徳本峠へ至るルートは、大滝山荘を経営していた中村喜代三郎が1942年（昭和17年）頃から数年かけて切り開かれたルートで「中村新道」と呼ばれている。上高地の徳沢から徳沢に沿って大滝山の北峰へ至るルート は廃道となった。
- 鍋冠山からのルート：三郷スカイライン展望台 - 冷沢分岐 - 鍋冠山 - 蝶ヶ岳分岐 - 大滝山[2][6]

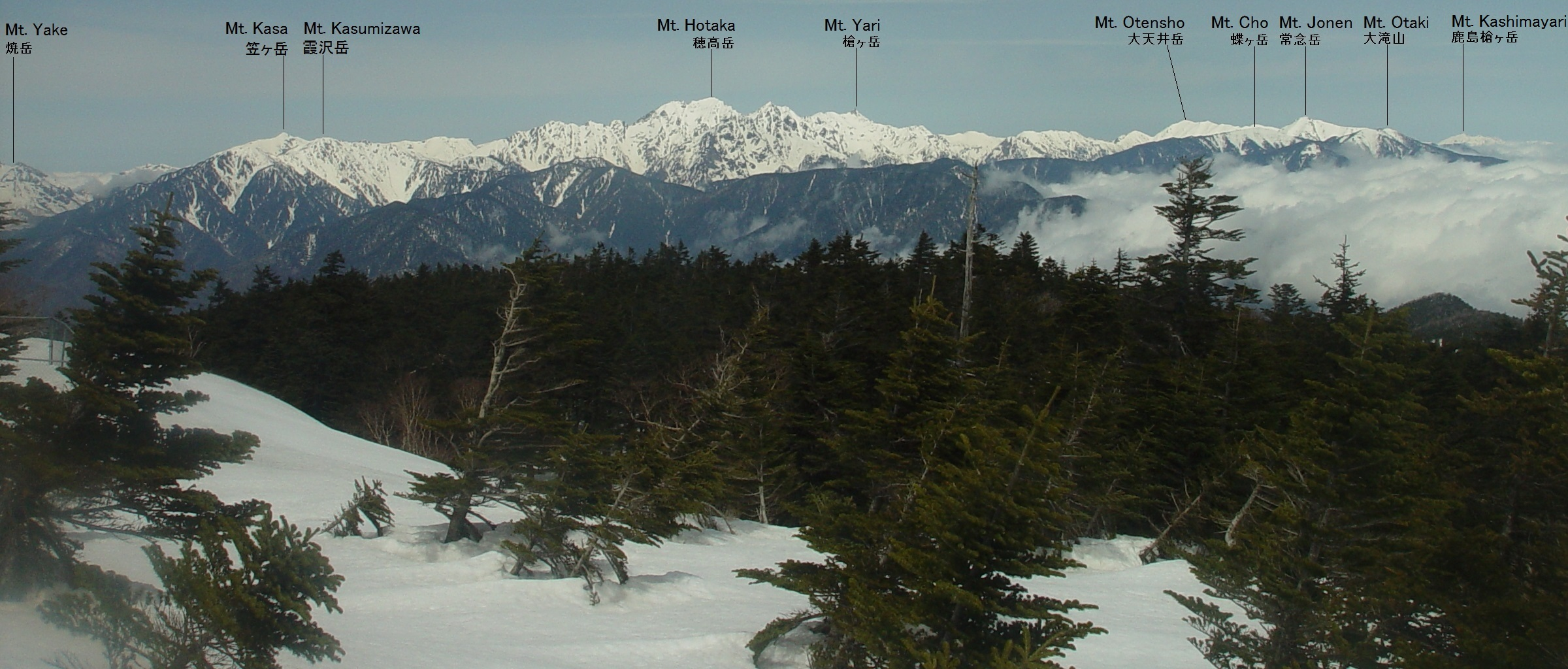
鉢盛山から望む常念山脈（手前の尾根）、徳本峠から大滝山へと至る中村新道

- 徳本峠からの中村新道：上高地 - 明神 - 白沢出合 - 徳本峠 - 大滝槍見台 - 大滝山南峰 - 大滝山荘 - 大滝山北峰[12]、徳本峠へは上高地へのバスが開通する昭和初期以前のメインルートであった南麓の島々からのルートもある[13]。大滝山から徳本峠に至る登山道の「大滝山徳本峠線」は中部山岳国立公園計画上の施設として位置づけられている[14]。
- 三股からのルート（蝶ヶ岳新道[7]）：三股 - 本沢吊橋 - まめうち平 - 蝶ヶ岳分岐 - 大滝山[15]、上高地側からの徳沢と横尾から蝶ヶ岳経由で登頂されることもある。三股から隣接する蝶ヶ岳へ至る登山ルート（無雪期・天候良好時）は、長野県山岳総合センターによる「信州　山のグレーディング」で、技術的難易度が「ランクB/(A-E)」（低い-中程度）、体力度が「4/1-10」（中程度、1泊以上が適当）とされている[16]。

### 周辺の山小屋
周辺の山上には以下の山小屋 とキャンプ指定地 がある。大滝山の北峰直下南には、大滝山荘がある。1925年（大正14年）に地元の三郷村の有志らにより建設とされ運営が行われた。その後1931年（昭和6年）に中村喜代三郎が山小屋を買い取り、経営を行うようになった。1936年（昭和11年）に従来の小屋の隣に新しい本館が建てられた。収容人数は30人の小規模な山小屋で、営業期間は夏期の約一カ月のみ。クマ出没情報などが小屋の戸に張られることも多い。

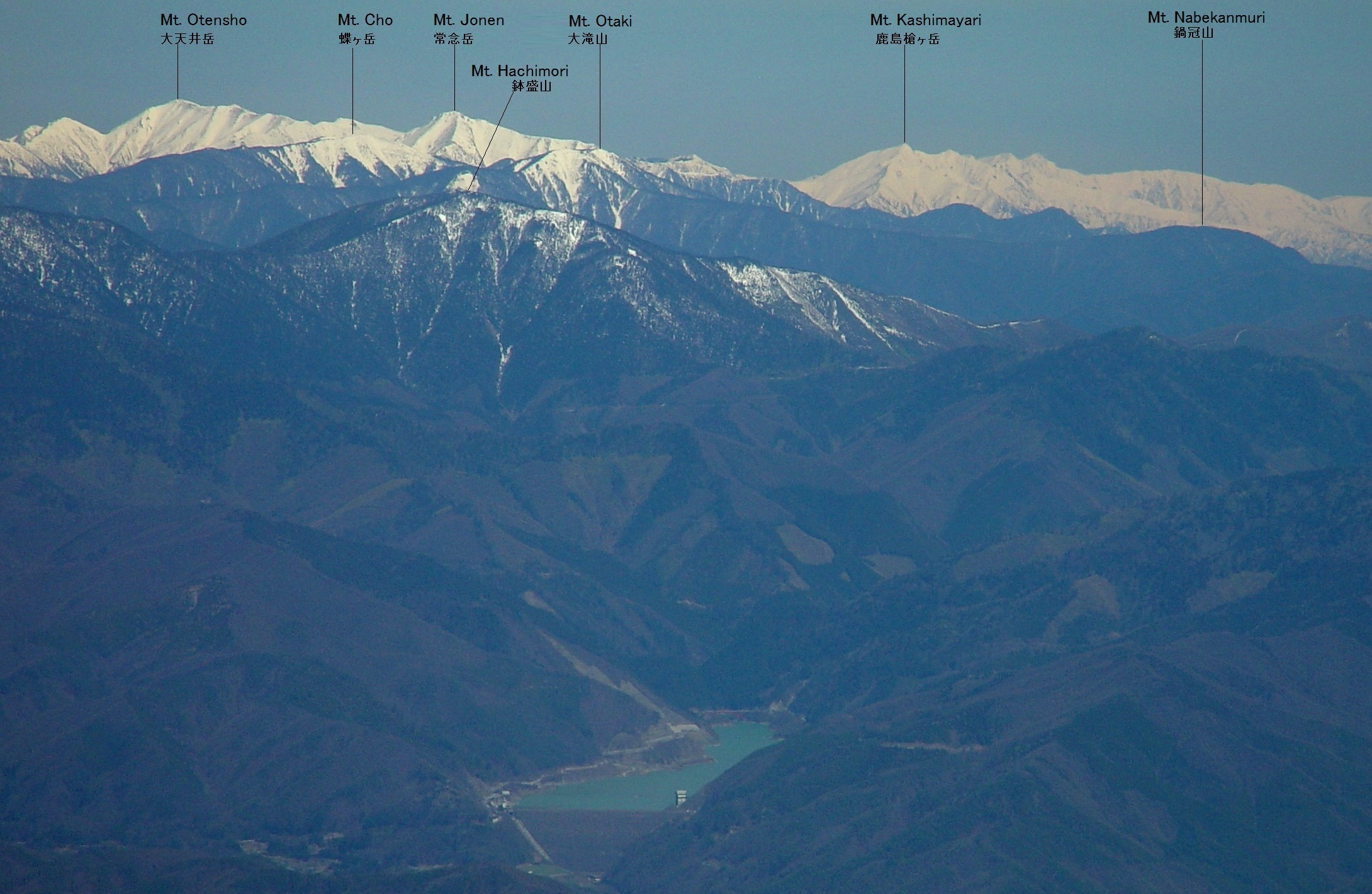
木曽駒ヶ岳の麦草岳から望む鉢盛山と大滝山周辺の常念山脈、手前に味噌川ダム（2007年4月）

| 外観                                    | 名称           | 所在地               | 標高 (m) | 大滝山からの 方角と距離(km) | 収容 人数 | キャンプ 指定地 | 備考       |
| --------------------------------------- | -------------- | -------------------- | -------- | --------------------------- | --------- | --------------- | ---------- |
| 蝶ヶ岳ヒュッテと槍ヶ岳（2015年7月11日） | 蝶ヶ岳ヒュッテ | 蝶ヶ岳山頂直下北の肩 | 2,668    | 北西 2.3                    | 250       | テント30張      | 1958年開業 |
| 大滝山荘（2000年8月14日）               | 大滝山荘       | 大滝山北峰直下南     | 2,614    | 南西 0.1                    | 30        | テント10張      | 1925年建造 |

## 地理
飛騨山脈南東部の常念山脈の主稜線上にあり、北峰付近でその枝尾根が東の鍋冠山へと延びる。北峰と鍋冠山との中間点付近のなだらかな稜線部は「八丁ダルミ」と呼ばれている。

### 周辺の主な山
周辺の主要な山を以下に示す。
| 山容                                                                               | 山名   | 標高(m)  | 三角点等級 基準点名 | 大滝山からの 方角と距離(km) | 備考                      |
| ---------------------------------------------------------------------------------- | ------ | -------- | ------------------- | --------------------------- | ------------------------- |
| 蝶ヶ岳から望む鍋冠山、遠景は八ヶ岳（2013年10月8日）                                | 鍋冠山 | 2,194.24 | 三等 「鍋冠」       | 東 3.7                      |                           |
| 蝶槍から望む蝶ヶ岳の朝焼け、左奥に大滝山、最奥に富士山と南アルプス（1999年8月1日） | 蝶ヶ岳 | 2,677    | （三等） 「蝶ケ岳」 | 北西 2.1                    | （基準点の標高2664.48 m） |
| 蝶ヶ岳から望む大滝山（2001年11月11日）                                             | 大滝山 | 2,616    | （三等） 「大滝」   | 0                           | （基準点の標高2614.63 m） |
| Mount Kasumizawa from Mount Cho.JPG（2014年7月8日）                                | 霞沢岳 | 2,645.77 | 二等 「霞沢岳」     | 西南西 10.9                 | 日本二百名山              |

### 周辺の峠
- 常念乗越 - 山頂の南西6.7 km、横通岳と常念岳との鞍部。標高2,466 m。
- 東峠 - 鍋冠山と角蔵山との鞍部
- 徳本峠（とくごうとうげ） - 山頂の南西7.8 km、大滝山と霞沢岳との鞍部。標高約2,140 m。

### 源流の河川
信濃川水系の以下の支流の源流となる山で日本海へ流れる。
- 大滝沢、小滝沢[5]、徳沢 - 島々谷川の支流
- 崩沢 - 烏川の支流

### 交通・アクセス
アルピコ交通上高地線の新島々駅の北西12 km、東日本旅客鉄道（JR東日本）大糸線中萱駅の西14 kmに位置する。長野自動車道安曇野インターチェンジの西北西 18kmに位置する。北麓の烏川沿いには烏川林道が通り、登山口の三股には大規模な駐車場が整備されている。山域の南側には国道158号が通り、南麓の梓川の支流の島々谷沿いに島々谷林道が通る。山域の東側の三郷スカイライン展望台に長野県道495号豊科大天井岳線が通る。

### 飛騨新道

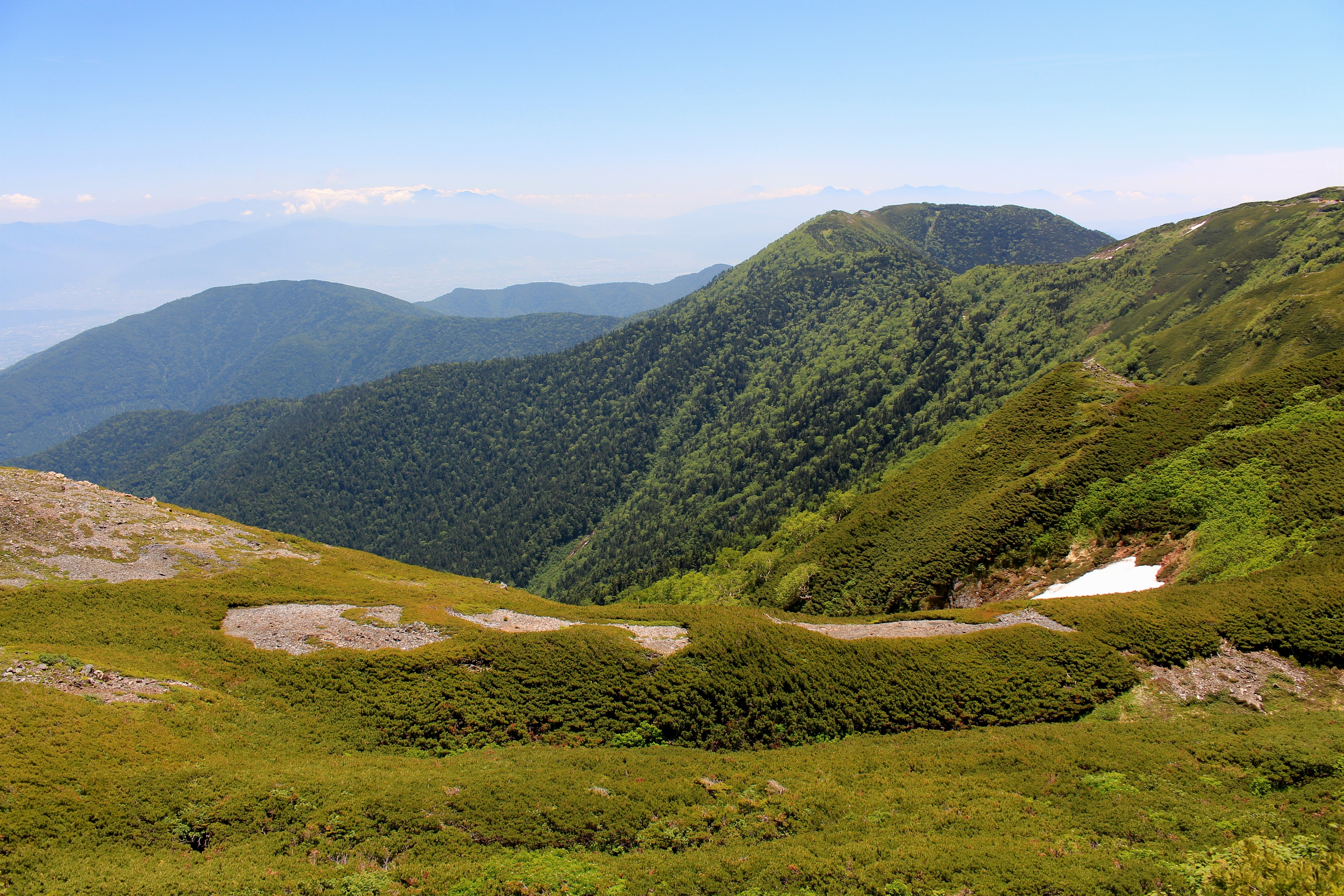
左の鍋冠山から右の大滝山へと続く稜線は、かつて飛騨新道として利用されていた。

岩岡村（梓川村）の庄屋の判次郎（当時の上高地温泉の経営者）と三郷村小倉の中田又重郎が中心となり、信州と飛騨とを結ぶ最短距離の道として飛騨新道（小倉街道）を1835年（天保6年）に開いた。山麓の三郷村小倉から鍋冠山と大滝山を経て上高地に至る32 kmの区間が1830年（天保元年）に開通し、上高地から中尾峠を経て中尾村までの12 kの区間が1835年（天保6年）に開通した。利用者が少なく冬は雪に閉ざされ、夏は雨により崩壊が相次いで、25年後の1861年（文久元年）に廃道となった。